# Aeroportul Bata
Aeroportul Bata (IATA: BSG, ICAO: FGBT) este un aeroport din Bata, Guineea Ecuatorială, Provincia Litoral, Guineea Ecuatorială, Río Muni⁠(d), Guineea Ecuatorială. Aeroportul a fost tranzitat în 2017 de 296.398 de pasageri.
Situat la o altitudine de 4 m, aeroportul dispune de o singură pistă.